# Андерссон, Кеннет
Бернт Ке́ннет А́ндерссон (швед. Bernt Kennet Andersson; 6 октября 1967, Эскильстуна) — шведский футболист, нападающий. Участник двух чемпионатов Европы: 1992 (2 матча, 1 гол) и 2000 (2 матча) и чемпионата мира — 1994, где забил 5 голов в 7 матчах и стал бронзовым призёром. За сборную провёл 83 матча и забил 31 мяч (5-й результат в истории). Выступал в Бельгии, Швеции, Франции, Италии и Турции, где провёл 452 матчей, забив 144 мяча (на профессиональном уровне). В 1991 году стал лучшим снайпером чемпионата Швеции с 13 мячами.
Является одним из самых рослых нападающих Европы. Его рост 193 сантиметра а вес 92 килограмма. Один из самых успешных нападающих шведской сборной — 31 гол в 81 матчах.

## Клубная карьера
Кеннет Андерссон родился 6 октября 1967 года в шведском городе Эскильстуна. Свою карьеру начал в 1976 году в небольшом клубе «Тунафорс», затем перейдя в местный «Эскильстуна». В своем первом сезоне во «взрослом» футболе он провёл 5 игр. Следующий сезон «Эскильтуна» завершила на мажорной ноте, поднялся в первый чемпионат страны, но сам Андерсон забил всего два гола в 19 матчах. В новом для себя чемпионате Андерсон стал набирать обороты — 8 мячей в 1987 и 10 в 1988 году (оба сезона по 26 матчей). Его успехи не остались незамеченными и его пригласил шведский гранд — «Гётеборг». В 1989 году Кеннет дебютировал в главном чемпионате страны — Аллсвенскан. Здесь его результативность снова возросла: 7 мячей в 1-й сезон, затем 9, и 13 мячей (эти 13 были забиты за первую половину сезона 1991/92).

## Достижения

### Командные
- Чемпион Швеции (2): 1990, 1991
- Обладатель Кубка Швеции: 1991
- Победитель Кубка Интертото: 1998
- Обладатель Суперкубка УЕФА: 1999
- Чемпион Италии: 1999/00
- Чемпион Турции: 2000/01
- Бронзовый призёр Чемпионата Европы: 1992
- Бронзовый призёр Чемпионата мира: 1994

### Личные
- Лучший бомбардир Аллсвенскан: 1991
- Обладатель «Бронзовой бутсы» чемпионата мира: 1994[5]
- Рекордсмен сборной Швеции по количеству голов на чемпионатах мира: 5 голов[6]